# Buenos Aires Constitución
Buenos Aires Constitución (hiszp: Estación Constitución) – stacja kolejowa w Buenos Aires, w prowincji Buenos Aires, w Argentynie. Pełna oficjalna nazwa stacji to Estación Plaza Constitución (Stacja Plac Konstytucji), co odzwierciedla fakt, że stacja znajduje się przy Plaza Constitución, dwa kilometry na południe od punktu orientacyjnego El Obelisco. Składa się z 8 peronów kolejowych i 14 torów obsługujących ruch pociągów. Pod stację istnieje również stacja metra o tej samej nazwie.

## Historia

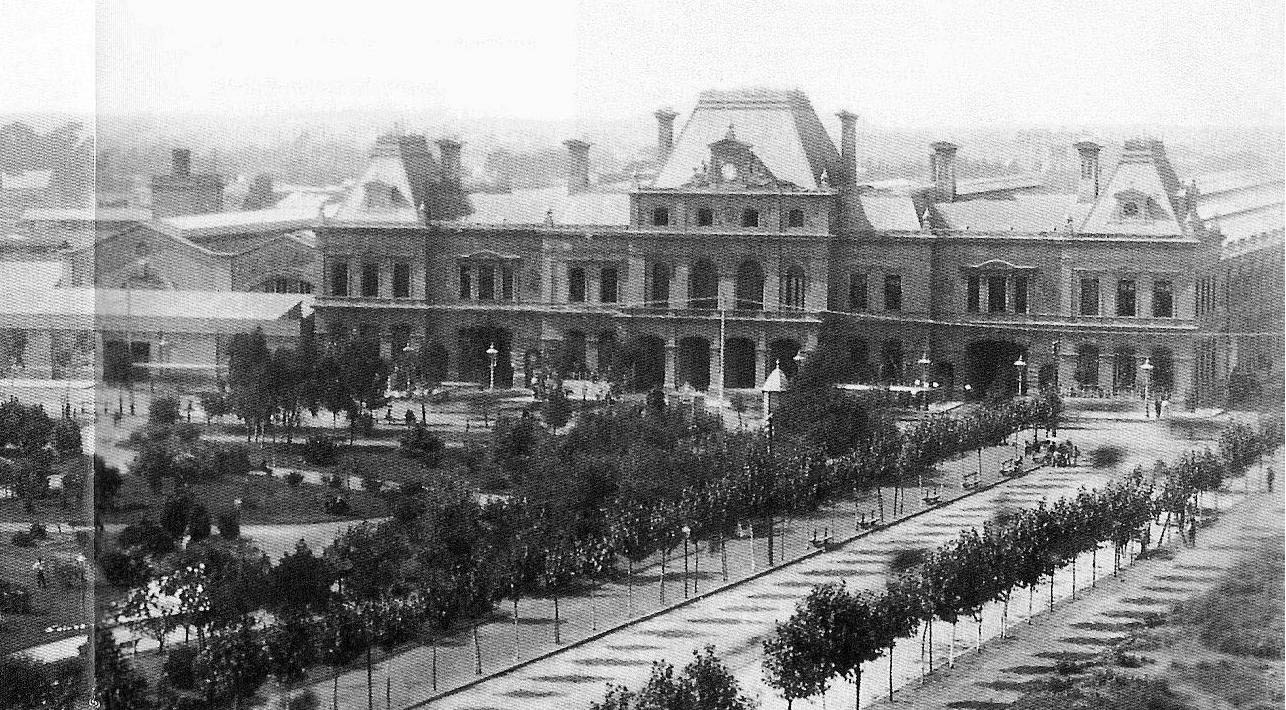
Dworzec w 1890 roku

W dniu 7 marca 1864 roku, w uroczystości z udziałem prezydenta Bartolomé Mitre, rozpoczęto budowę dworca na miejscu Mercado Constitución, przez brytyjską spółkę Ferrocarril del Sud pierwszej linii do Chascomús o długości 114 km. Pierwszy odcinek linii do Jeppener, został otwarty 14 sierpnia 1865; w tym samym miesiącu otwarto mały dworzec na miejscu Mercado Constitución i zmieniono nazwę na Plaza Constitución. Jeszcze w tym roku w grudniu linia do Chascomús została otwarta.
W latach 1885–1887 dworzec Plaza Constitución został przebudowany i powiększony, a w latach 1906−1907 przeprowadzono dalsze prace budowlane i dodano dodatkowe tory, wynikające ze zwiększającego się ruchu podmiejskiego. W 1912 zbudowano jeszcze więcej torów.
W dniu 19 września 1925 roku kamień węgielny pod obecny dworzec został wmurowany przez księcia Walii, późniejszego księcia Windsoru, podczas oficjalnej wizyty w Argentynie. Oryginalna stacja została odbudowana z czternastoma torami, nowoczesną halą peronową, kozłami oporowymi i imponującym holem głównym, jednym z największych na świecie. Z 14 torów jedynie 2 lub 3 były używany przez pociągi długo dystansowe, natomiast, resztę wykorzystywały pociągi podmiejskie. Na wschód od głównego dworca zbudowano dużą stację towarową z magazynami i pocztą.

## Obecnie

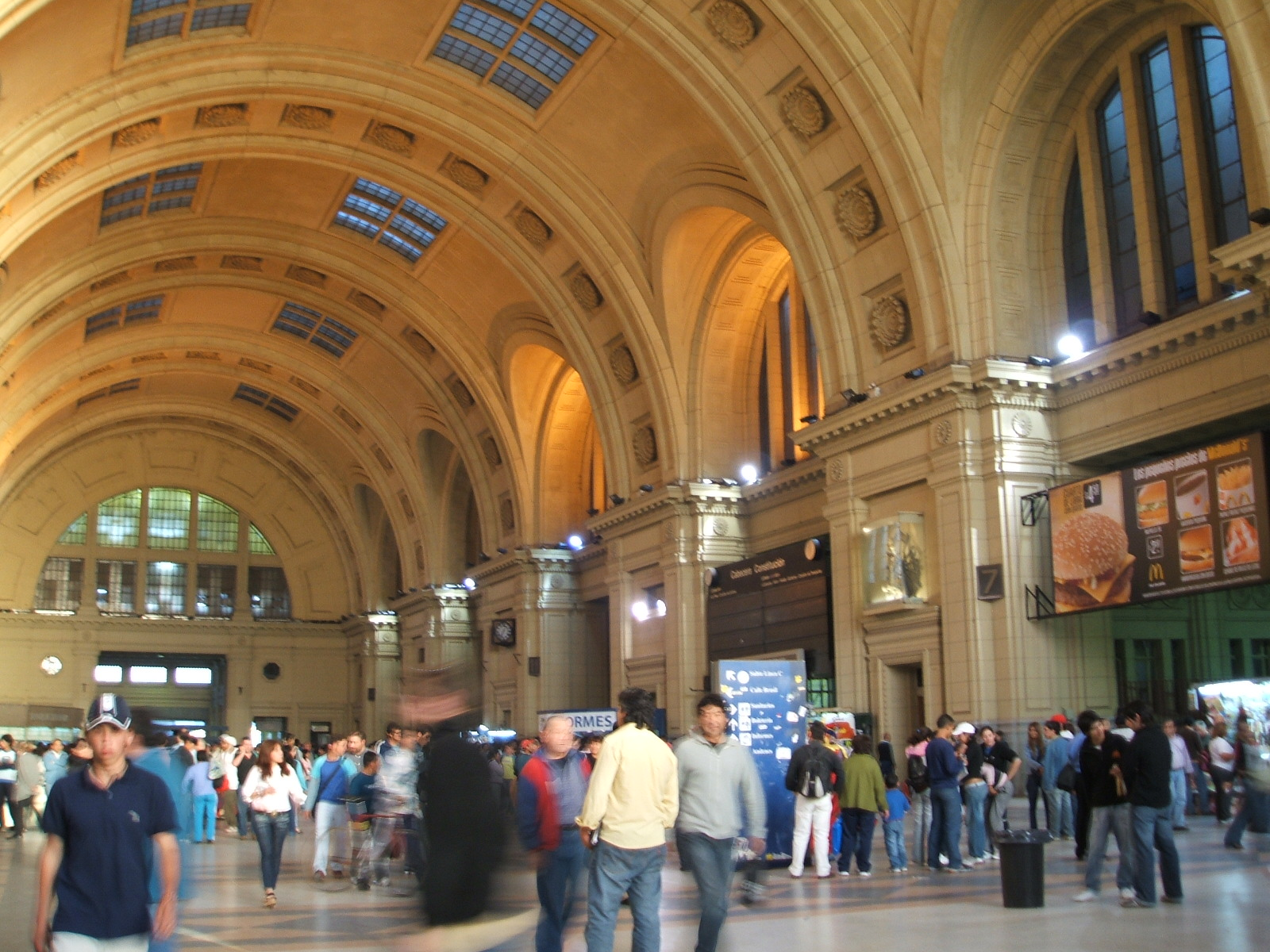
Hol główny

Wszystkie pociągi Ferrocarril General Roca mają swój węzeł na stacji Constitución, a stacja jest obsługiwane przez dwie spółki kolejowe:
- UGOFE[2] świadcząca usługi podmiejskie do pobliskiego miasta La Plata i okolicznych przedmieściach Buenos Aires.
- Ferrobaires: świadczy usługi dalekobieżne przez większość prowincji Buenos Aires. Główne miejsca to także Mar del Plata, Miramar i Bahía Blanca, z połączeniem dalej na południe do Carmen de Patagones.

Stacja Constitución jest dostępna przez linię C metra oraz liczne linie autobusowe (w tym usługi Colectivo 60), i autobusów dalekobieżnych.